# Escut de Cerro Largo
L'escut de Cerro Largo va ser aprovat el 1936 i el seu creador va ser José Monegal. L'escut està dividit en tres quarters: un que correspon a la meitat superior, i els altres dos a cada una de les meitats de la part inferior. La línia de divisió horitzontal presenta una faixa amb decoració nadiua, mentre que la vertical té una creu, un lleó, un castell, un altre lleó i una altra creu.
El quarter superior, en camp d'atzur, presenta un sol amb 16 llamps (8 punxeguts com llances i 8 ondulants com flames), el qual està sobre el Cerro Largo (català, "turó llarg"), el qual és signe de fortalesa. El quarter inferior esquerre, en argent, representa el Virrei del Riu de la Plata, Pedro de Melo de Portugal y Villena, qui va ordenar la creació de la ciutat capital de Melo. El darrer quarter, també en argent, conté armes utilitzades pels indis txarrúes.